# 332 p.n.e.
| [ Edytuj tabelę ] |                                                                           |
| Władca Chin       | - 369 p.n.e. Xianwang 321 p.n.e.                                          |
| Władca Egiptu     | - 332 p.n.e. Aleksander Macedoński 323 p.n.e.                             |
| Król Epiru        | - 342 p.n.e. Aleksander I 330 p.n.e.                                      |
| Tyran Heraklei    | - 337 p.n.e. Dionizjusz Dobry 305 p.n.e.                                  |
| Król Ilirii       | - 335 p.n.e. Bardylis II 295 p.n.e.                                       |
| Król Macedonii    | - 336 p.n.e. Aleksander Wielki 323 p.n.e.                                 |
| Władca Persji     | - 336 p.n.e. Dariusz III 330 p.n.e.                                       |
| Król Sparty       | - 370 p.n.e. Kleomenes II 309 p.n.e. - 338 p.n.e. Agis III 331 p.n.e.     |
| Król Sydonu       | - 343 p.n.e. Abdasztart II 332 p.n.e. - 332 p.n.e. Abdalonymos 312 p.n.e. |
| Król Syngalezów   | - 367 p.n.e. Mutasiva 307 p.n.e.                                          |
| Król Tyru         | - 349 p.n.e. Azemilk 332 p.n.e.                                           |

Rok 332 p.n.e.
stulecia: V wiek p.n.e. ~
IV wiek p.n.e. ~
III wiek p.n.e.

lata: 342 p.n.e. «
336 p.n.e. «
335 p.n.e. «
334 p.n.e. «
333 p.n.e. «
332 p.n.e. »
331 p.n.e. »
330 p.n.e. »
329 p.n.e. »
328 p.n.e. »
322 p.n.e.

## Wydarzenia
- 7 kwietnia – Aleksander Macedoński zajął Egipt i założył miasto Aleksandrię.
- Aleksander Macedoński przybył do Jerozolimy; Juda, pod hellenistyczną nazwą Judea, stała się prowincją imperium macedońskiego.
- Oblężenie Tyru. Aleksander zdobył fenickie miasto Tyr po 7-miesięcznym oblężeniu.
- Oblężenie Gazy. Aleksander został ranny podczas oblężenia Gazy, wymordowanie mieszkańców miasta.